# Gregor Freches
Gregor Freches, né le 21 octobre 1962 à Bütgenbach,  est un homme politique belge germanophone, membre du Partei für Freiheit und Fortschritt (PFF).
Il fut gendarme (1981-89); entrepreneur (1989-).

## Fonctions politiques
- 2014- : député de la Communauté germanophone
- 2024- : ministre de la Culture, du Sport, du Tourisme et des Médias de la Communauté germanophone de Belgique

## Décoration
- Chevalier de l'ordre de Léopold (2024)[1]

## Sources
1. ↑  « Moniteur belge », sur www.ejustice.just.fgov.be (consulté le 8 février 2025)